# Chaps (musikgrupp)
Chaps var ett modernt och ungt dansband som bland annat var influerade av hårdrock. Två av deras mest spelade låtar var Sommaren är din Maria, som låg på Svensktoppen 1995 , och Vem vill va min ängel. De var verksamma under 1990-talet, då de spelade i hela Sverige. 

## Medlemmar
- Joacim Müllo.
- Mikael Ohlsson
- Fredrik Nilsson Bard
- Anders Tuväng

## Chaps på Ö-viks dansmara
Chaps spelade bland annat på Örnsköldsviks dansmara, som räknas som det största arrangemanget med fokus på moderndans i Sverige vid sidan av dansveckan på Öland. 

## Skivor
- Chaps (Med låtar som "Sommaren é din Maria", "Och vem vill va min ängel" och "Susanna")
- Dansmusik 2 (ett album med olika dansband, däribland Chaps)
- World keeps on turning